# Sheena Easton
Sheena Easton (født Sheena Shirley Orr 27. april 1959 i Bellshill, Skotland) er en skotsk sangerinde. Hendes første single "Modern Girl" blev efterfulgt af "Morning train(9 to 5)".
Hun indspillede titelsangen til James Bond-filmen For Your Eyes Only.